# Педагогічний коледж Чернівецького національного університету імені Юрія Федьковича
Педагогічний фаховий коледж Чернівецького національного університету ім. Ю. Федьковича— заклад фахової передвищої освіти по підготовці фахових молодших бакалаврів з таких спеціальностей: 012-Дошкільна освіта (вихователі у закладах дошкільної освіти); 013-Початкова освіта (вчителі початкових класів); 014-Середня освіта. Музичне мистецтво (вчителі музики та музичні керівники); 017-Фізична культура і спорт (вчителі фізичної культури)." в місті Чернівці

## Історія навчального закладу
Педагогічний коледж — один з найстаріших навчальних закладів Буковини. Він заснований 1940-го року, у 2010 році відзначив своє 70-річчя.
Розміщений заклад в приміщенні колишньої учительської семінарії, пам'ятки архітектури XIX століття, де працював визначний письменник і освітянський діяч Осип Маковей.
З 1940 до 2001 року — навчальний заклад існував як педагогічне училище; в 2001 році реорганізований в педагогічний коледж.
Коледж входить до складу Чернівецького національного університету ім. Ю. Федьковича.

## Педагогічний колектив коледжу
У навчальному закладі працюють 207 штатних працівників, у тому числі 107 — педагогічних: три заслужених учителі України, десять кандидатів наук, дев'ять наукових пошукачів.
76 викладачам коледжу присвоєно кваліфікаційну категорію «спеціаліст вищої категорії».

## Студентський колектив
У педагогічному коледжі навчається 901 студент в 40 академічних групах, в тому числі на стаціонарній формі 787 осіб, на заочній — 114.
За кошти місцевого бюджету навчаються 561 студент, за кошти фізичних осіб — 340 студентів.
Сукупний ліцензований обсяг прийому студентів становить 690 осіб (денна форма навчання — 375 осіб, заочна форма навчання — 315 осіб).

## Умови навчання
Навчання здійснюється за контрактом та за державним замовленням.
Форма навчання в коледжі: денна, заочна.

## Перелік напрямів підготовки (спеціальностей) фахівців

### На базі 9 класів
Перший освітньо-кваліфікаційний рівень «молодший спеціаліст»
Напрям підготовки:
- Педагогічна освіта (дошкільна освіта; початкова освіта);

- Фізичне виховання, спорт і здоров'я людини (фізичне виховання);

### На базі 11 класів
Перший освітньо-кваліфікаційний рівень «молодший спеціаліст».
Напрями підготовки:
- Педагогічна освіта (дошкільна освіта).

- Фізичне виховання, спорт і здоров'я людини (фізичне виховання.);

Другий освітньо-кваліфікаційний рівень «бакалавр».
Напрями підготовки:
- Педагогічна освіта (початкова освіта).

## Навчально-матеріальна та науково-методична база
На балансі навчального закладу 7 будівель, в тому числі:
- 5 — навчальні корпуси;
- фізкультурно-оздоровчий комплекс із трьома залами,
- гуртожиток на 500 ліжкомісць.

Загальна площа приміщень становить 15986,2 м²; навчальна 10262 м². Навчальна площа на 1 студента 14,2 м².
При коледжі працює їдальня на 220 місць, кафе-бар на 60 місць, бібліотека з читальним залом та загальним книжковим фондом 113744 одиниць.
Навчальний процес забезпечують 72 навчально-методичні кабінети, хоровий клас, обладнаний за новими технологіями, зал хореографії та ритміки, 2 комп'ютерні кабінети, 2 кабінети інформаційних технологій та інноваційних методів навчання.
Функціонують медичний пункт та стоматологічний кабінет (філіал міської стоматологічної поліклініки).
З метою самореалізації майбутніх педагогів діють 24 гуртки різного спрямування: звукозапису, танцювальний «Ритм», аеробіки, ансамблі «Буковиночка», «Ліра», народних інструментів, бандуристів, духовий оркестр, два народних хорових колективи, спортивні секції.

## Студентські успіхи в конкурсах і спортивних змаганнях
Серед студентів коледжу є переможці Всеукраїнського конкурсу знавців української мови імені П.Яцика, призери міжнародних поєдинків з боксу, боротьби, Всеукраїнських змагань з легкої атлетики; навчаються члени збірної України зі стрільби з лука, майстри спорту міжнародного класу, призери чемпіонатів світу серед юніорів у Швеції та Франції.

## Громадські організації коледжу
На базі коледжу створені і діють громадські організації, до складу яких входять студенти і викладачі: громадсько-екологічне об'єднання «Буквиця», молодіжна організація «Сучасник».

## Випускники коледжу
Серед випускників коледжу — заслужені учителі України, народні депутати, керівники області, директори шкіл, завідувачі дитячих установ позашкільних закладів.
За роки існування навчальний заклад підготував 15 тисяч педагогів-вчителів початкових класів, фізкультури, музики, музичних керівників, вихователів дошкільних дитячих установ.
В Чернівецькій області немає жодної освітянської установи, де б не працювали випускники коледжу.

## Відомі випускники
- Лютик Мірча Савович — український румунськомовний письменник;
- Стінковий Тарас Дмитрович — педагог, хоровий диригент, музикант, культурно-громадський діяч Буковини;
- Серотюк Петро Федорович — музикознавець, баяніст, педагог. Заслужений працівник культури України;
- Горбатюк Денис Флорович — журналіст-міжнародник, громадський діяч, член НСЖУ. Заслужений журналіст України;
- Левицький Василь Іванович — молдавський поет, перекладач. Член Спілки письменників України від 1959 року;
- Гладій Василь Іванович — український політик. Народний депутат України. Член партії ВО «Батьківщина»;
- Котик Віорел Дмитрович — український дипломат, радник І класу.

## Керівництво коледжу
Директор: Чернюх Олег Іванович, кандидат географічних наук, відмінник освіти України, викладач-методист.
Заступник директора з навчальної роботи: Сичова Мирослава Іванівна, кандидат педагогічних наук, відмінник освіти України, заслужений вчитель України, викладач-методист.

## Контактна інформація
Адреса: вул. Горького, 23, м. Чернівці, 58000
Сайт: pedkoledzh.cv.ua